# Schweizer Hochschulmeisterschaft im Ski Alpin und Ski Nordisch 1927
Die 3. Schweizer Hochschulmeisterschaft im Ski Alpin und die 1. Schweizer Hochschulmeisterschaft im Ski Nordisch (damals: Universitäts-Skiwettkämpfe) fand vom 14. bis 16. Januar 1927 in Wengen (Bern) statt. Organisiert wurde das Rennen vom Schweizerischen Akademischen Skiclub. Zum ersten Mal fanden neben den alpinen auch nordische Disziplinen statt.

## Ergebnisse Ski Alpin

### Abfahrt
| Platz | Universität           | Sportler          | Zeit (min) |
| ----- | --------------------- | ----------------- | ---------- |
| 01    | ETH Zürich            | Guido Reuge       | 06:35      |
| 02    | Universität Bern      | Walter Amstutz    | 08:04      |
| 03    | ETH Zürich            | André Roch        | 08:43      |
| 04    | Universität Oxford    | Chris Mackintosh  | 08:48      |
| 05    | Zürich                | Fritz de Goumoens | 09:39      |
| 06    | Universität Cambridge | R. Dobbs          | 09:41      |
| 07    | Universität Cambridge | Ford              | 09:49      |
| 08    | Universität Graz      | Paumgarten        | 09:57      |
| 09    | München               | Mugler            | 10:06      |
| 10    | München               | Schneider         | 10:09      |

Sieger erhielt den v. Stockar-Wanderbercher.
Höhenunterschied: 1'000 m 

17–22 Läufer am Start, davon 17 klassiert.
Titelverteidiger:  ETH Zürich: Guido Reuge

### Slalom
| Platz | Universität           | Sportler       | Zeit (min) |
| ----- | --------------------- | -------------- | ---------- |
| 01    | Universität Bern      | Walter Amstutz | 1:56,6     |
| 02    | München               | Mugler         | 1:06,9     |
| 03    | Universität Cambridge | Ford           | 1:07,8     |
| 04    | ETH Zürich            | Guido Reuge    | 1:12,0     |
| 04    | München               | Schneider      | 1:12,0     |
| 06    | München               | Stieglitz      | 1:15,0     |
| 07    | München               | Raab           | 1:17,0     |
| 08    | Universität Oxford    | Milne          | 1:19,0     |
| 09    | ETH Zürich            | André Roch     | 1:20,0     |
| 10    | Universität Graz      | Paumgarten     | 1:22,9     |

11–22 Läufer am Start, davon 21 klassiert.
Titelverteidiger:  ETH Zürich: Guido Reuge

### Kombination
Rangliste nach der Internationale Wettkampfordnung der FIS erstellt.
| Platz | Universität           | Sportler          | Abfahrt (P) | Slalom (P) | Total (P) |
| ----- | --------------------- | ----------------- | ----------- | ---------- | --------- |
| 01    | Universität Bern      | Walter Amstutz    | 081.61      | 100        | 90,81     |
| 02    | ETH Zürich            | Guido Reuge       | 100         | 078,61     | 89,31     |
| 03    | München               | Mugler            | 065,18      | 084,6      | 74,89     |
| 04    | ETH Zürich            | André Roch        | 075,53      | 070,75     | 73,14     |
| 05    | Universität Cambridge | Ford              | 067,09      | 083,48     | 72,84     |
| 06    | München               | Schneider         | 064,86      | 078,61     | 71,74     |
| 07    | Universität Graz      | Paumgarten        | 066,16      | 068,28     | 67,22     |
| 08    | München               | Stieglitz         | 058,52      | 075,47     | 66,99     |
| 09    | Zürich                | Fritz de Goumoens | 068,22      | 064,83     | 66,53     |
| 10    | Universität Freiburg  | Pahl              | 062,11      | 065,74     | 63,92     |

Sieger erhielt den P.D.-Wanderbecher.
16 klassiert.
Titelverteidiger:  Universität Bern Walter Amstutz

## Ergebnisse Ski Nordisch

### Langlauf
| Platz | Universität               | Sportler    | Zeit (Std.) |
| ----- | ------------------------- | ----------- | ----------- |
| 01    | München                   | Schneider   | 1:13:35     |
| 02    | München                   | Mugler      | 1:17:43     |
| 03    | München                   | Stieglitz   | 1:27:58     |
| 04    | KIT (Karlsruhe)           | von Wiecken | 1:28:49     |
| 05    | ETH Zürich                | Guido Reuge | 1:34:17     |
| 06    | Universität Freiburg (DE) | Bussmann    | 1:38:33     |
| 07    | ETH Zürich                | André Roch  | 1:42:25     |
| 08    | Universität Graz          | Vogrin      | 1:50:32     |

Länge: 17 km 

Ort: Lauterbrunnental
Titelverteidiger: 1. Austragung

### Sprunglauf (Skispringen)
| Platz | Universität               | Sportler    | Note   |
| ----- | ------------------------- | ----------- | ------ |
| 01    | München                   | Stieglitz   | 18,000 |
| 02    | Universität Graz          | Paumgarten  | 17,541 |
| 03    | München                   | Raab        | 17,375 |
| 04    | ETH Zürich                | Guido Reuge | 16,395 |
| 05    | Universität Stuttgart     | Dorfmüller  | 15,978 |
| 06    | Universität Freiburg (DE) | Pahl        | 14,623 |
| 07    | München                   | Mugler      | 14,520 |
| 08    | München                   | Schneider   | 13,875 |
| 03    | Universität Cambridge     | Ford        | 11,259 |
| 10    | Universität Graz          | Vogrin      | 09,899 |
| 11    | KIT (Karlsruhe)           | von Wiecken | 06,208 |

Längster gestandener Sprung 44 m:
- Universität Graz: Paumgartner
- München: Stieglitz

Länge: 17 km 

Ort: Lauterbrunnental
Titelverteidiger: 1. Austragung

## Kombination
Sieger der Viererkombination wurde Mugler (München), er erhielt den Hermann-Gurtner-Wanderbecher.